# Klawiatura akordowa

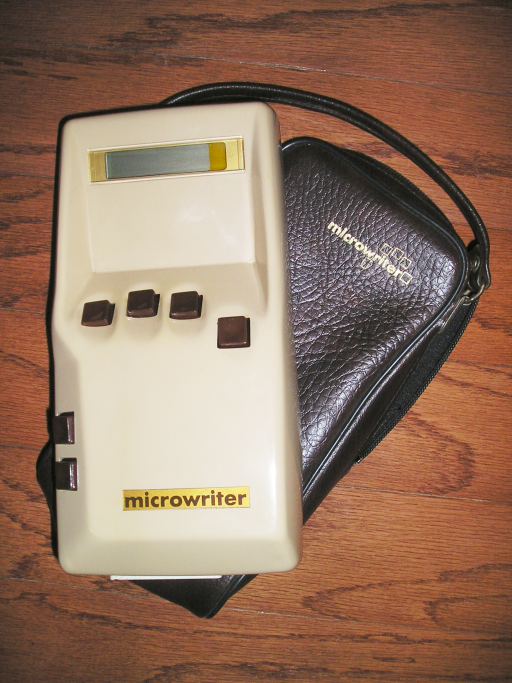
Klawiatura w urządzeniu Microwriter MW4 (około 1980)

Klawiatura akordowa – rodzaj klawiatury umożliwiającej wprowadzanie tekstu lub komend do urządzenia (np. komputera) poprzez wciskanie sekwencji kilku klawiszy równocześnie (podobnie jak podczas grania akordów na fortepianie). Duża liczba kombinacji możliwych do osiągnięcia przy niewielkiej ilości klawiszy pozwala na wprowadzanie tekstu lub komend przy użyciu jednej dłoni, pozostawiając drugą wolną.
Klawiatury tego typu używane są między innymi w maszynach w systemie Braille'a, maszynach stenotypowych oraz technice komputerowej.

## Historia

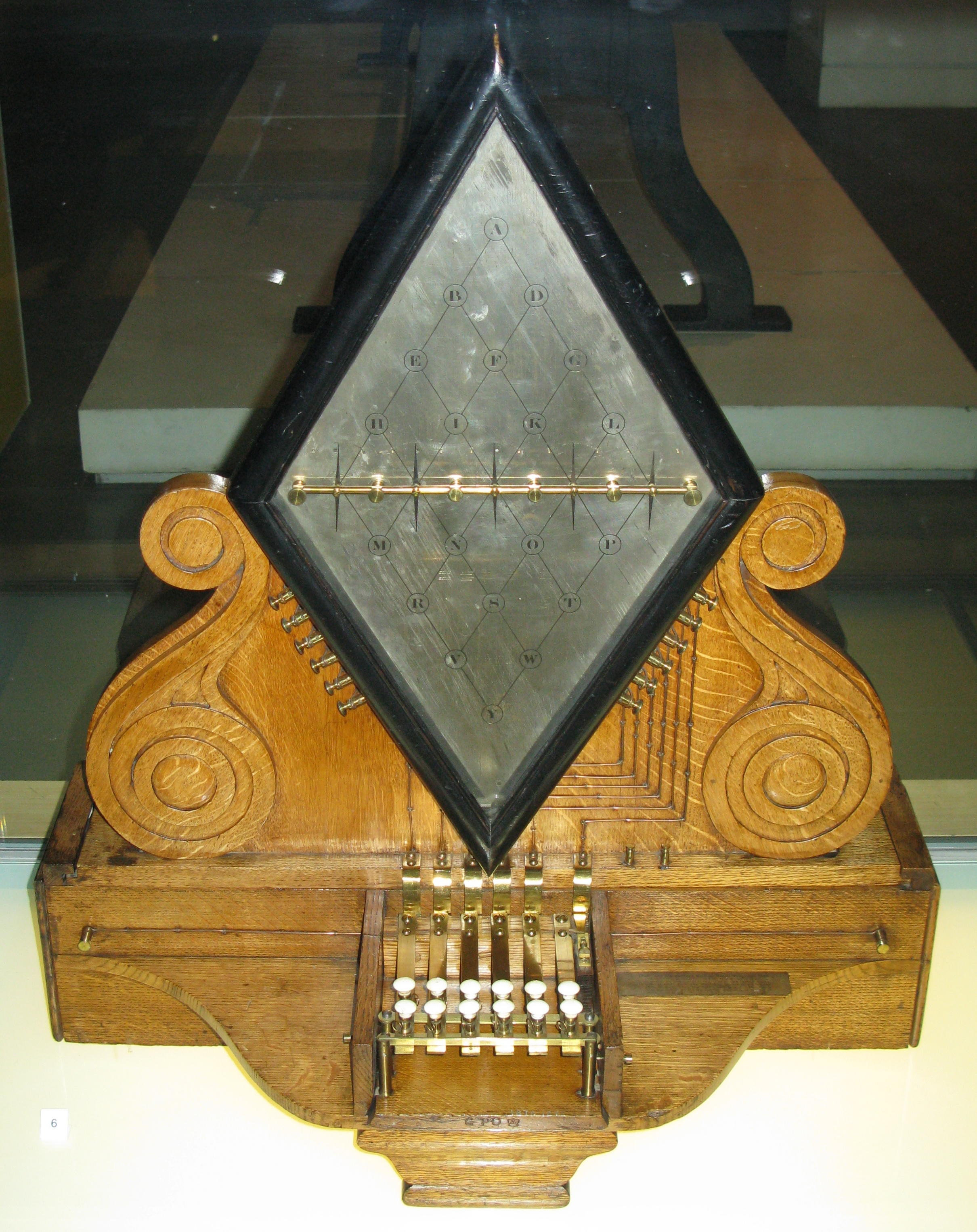
Telegraf Cooke'a i Wheatstone'a

Pierwsze znana implementacja klawiatury akordowej miała miejsce w 1837 roku. Charles Wheatstone and William Fothergill Cooke użyli jej do budowy pięcioprzewodowego telegrafu. Konstrukcja ta nie zyskała jednak popularności, wyparta przez prostszy i tańszy telegraf Morse'a.
Pierwsze szerokie zastosowanie klawiatury akordowej miało miejsce w maszynach stenotypowych, wprowadzonych w 1868 roku i używanych między innymi w sądownictwie Stanów Zjednoczonych do dziś.

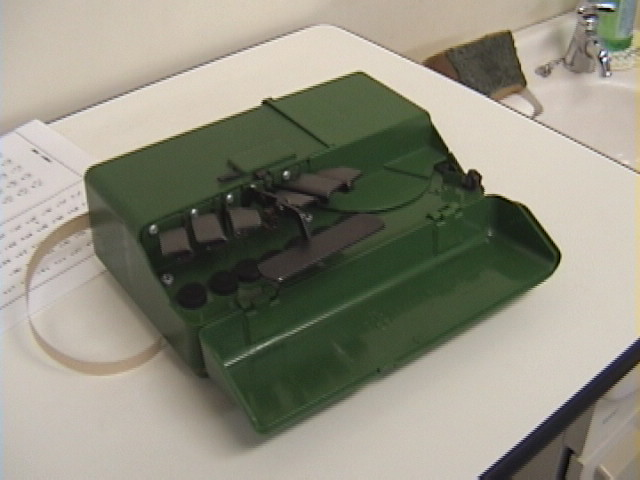
Maszyna do pisania w alfabecie Braille'a

W alfabecie Braille'a do zapisu znaków stosuje się odpowiednio ułożone wypukłe punkty. W 1892 roku Frank Haven Hall stworzył maszynę Halla-Braille'a, która za pomocą sześciu klawiszy (jeden dla każdego punktu w systemie) umożliwiała szybki zapis treści w alfabecie Braille'a.